# Großer Preis von Italien 2003
Der Große Preis von Italien 2003 (offiziell Gran Premio Vodafone d’Italia 2003) fand am 14. September auf dem Autodromo Nazionale di Monza in Monza statt und war das 14. Rennen der Formel-1-Weltmeisterschaft 2003.

## Berichte

### Hintergrund
Nach dem Großen Preis von Ungarn führte Michael Schumacher in der Fahrerwertung mit einem Punkt vor Juan Pablo Montoya und mit zwei Punkten vor Kimi Räikkönen. In der Konstrukteurswertung führte Williams-BMW mit acht Punkten vor Ferrari und mit 14 Punkten vor McLaren-Mercedes.
Vor dem Rennwochenende gab es einen Fahrerwechsel: Ralf Schumacher konnte aufgrund eines Unfalls bei Testfahrten nicht am Grand Prix teilnehmen und wurde bei Williams-BMW durch Marc Gené ersetzt.
Mit Michael Schumacher (dreimal), Rubens Barrichello, Montoya, Heinz-Harald Frentzen und David Coulthard (jeweils einmal) traten fünf ehemalige Sieger zu diesem Grand Prix an.

### Training
Vor dem Sonntagsrennen fanden vier Trainingseinheiten statt – zwei am Freitag und zwei am Samstag. Die Sitzungen am Freitagvormittag und -nachmittag dauerten jeweils eine Stunde. Das dritte und letzte Training fand am Samstagmorgen statt und dauerte 45 Minuten.
Am Freitag war Barrichello mit einer Zeit von 1:21,001 Minuten der Schnellste vor Michael Schumacher und Räikkönen.
Am Samstag fuhr dann Montoya mit 1:21,468 Minuten die Bestzeit vor Michael Schumacher und Gené.

### Qualifikation
Im ersten Qualifikationsabschnitt am Freitag (Vor-Qualifikation) fuhr Montoya die schnellste Zeit vor den beiden Ferrari von Barrichello und Michael Schumacher.
Im zweiten Qualifikationsabschnitt am Samstag war dann Michael Schumacher der Schnellste und sicherte sich die Pole-Position. Montoya wurde Zweiter vor Barrichello.

### Warm Up
Im Warm Up war Barrichello der Schnellste. Ihm folgten Montoya und Jenson Button.

### Rennen
Beim Start behaupteten Michael Schumacher und Montoya die ersten Plätze. Hinter ihnen kam Trulli, während in der Mitte der Gruppe Justin Wilson, der aufgrund eines Problems mit dem Getriebe seines Jaguars gezwungen war, im zweiten Gang zu starten, langsam losfuhr und bei den Fahrern hinter ihm für Chaos sorgte. Jos Verstappen und Alonso zahlten den Preis, als letzterer dem niederländischen Minardi-Fahrer heftig hinten drauf fuhr: Beide mussten an die Box zurückkehren, um den Schaden an den Autos zu reparieren.
In der ersten Runde versuchte Montoya, Michael Schumacher in der Roggia-Variante zu überholen. Die beiden fuhren Seite an Seite in die Kurve und berührten sich leicht, doch der Deutsche setzte sich durch und wehrte den Angriff seines Rivalen ab. Trulli musste aufgrund von Motorproblemen bereits nach wenigen Kurven aufgeben und Barrichello, Räikkönen, Coulthard, Gené, Olivier Panis und Jacques Villeneuve vorbeiziehen lassen. Michael Schumacher führte das Rennen an und verschaffte sich einen immer größeren Vorsprung vor Montoya, der auf Barrichello aufpassen musste, während Räikkönen leicht zurückfiel.
Die ersten Fahrer der Spitzengruppe, die in Runde elf auftankten, waren Coulthard und Panis. Zwei Runden später kamen auch Räikkönen und Gené an die Box, während Barrichello eine Runde später seinen ersten Stopp einlegte. Michael Schumacher tankte in Runde 15 nach, in der folgenden Runde folgte Montoya, der hinter seinem Rivalen auf die Strecke zurückkehrte. Nach der ersten Serie von Stopps begann Montoya, seinen Rückstand auf Michael Schumacher zu verringern, während Barrichello, der von einem nicht besonders effektiven Reifensatz gebremst wurde, Mühe hatte, Räikkönen einzudämmen. Weiter hinten hielt Coulthard seinen fünften Platz vor Gené und Villeneuve, die Panis überholten.
Das Duell zwischen den ersten beiden war sehr intensiv, wobei Montoya nach und nach auf Michael Schumacher aufholte, bis er kurz vor der zweiten Stoppserie, die Barrichello in der einunddreißigsten Runde eröffnete, weniger als eine Sekunde zurücklag. Einen Durchgang später tankten Montoya und Coulthard auf, zwei Runden später folgten Michael Schumacher und Räikkönen. Der deutsche Fahrer kam vor Montoya wieder auf die Strecke und übernahm die Führung im Rennen, als Gené in der 35. Runde ebenfalls an die Box zurückkehrte. Dann nahmen Michael Schumacher und Montoya das Duell um die Führung wieder auf: Der Abstand zwischen den beiden betrug etwa anderthalb Sekunden, aber während der Überrundung von Frentzen (der dank des Ausfalls von Panis auf den achten Platz vorgerückt war) verlor der Kolumbianer sogar eine zweite. Von diesem Moment an war Montoya nicht mehr in der Lage, mit seinem Rivalen mitzuhalten, und begann, einen immer konstanteren Abstand aufzubauen. Auch Barrichello ließ Räikkönen leicht hinter sich, während Coulthard in Runde 45 aufgrund des Motors seines McLaren ausschied. Damit betrat Mark Webber die Punktezone.
In den letzten Etappen des Rennens gab es mit Ausnahme des Ausfalls von Frentzen aufgrund technischer Probleme keine weiteren nennenswerten Ereignisse, und Michael Schumacher gewann vor Montoya, Barrichello, Räikkönen, Gené, Villeneuve, Webber und Alonso. Der Sieg ermöglichte es Michael Schumacher, seinen Vorsprung vor seinen Verfolgern auf drei Punkte vor Montoya und sieben vor Räikkönen auszubauen. In der Konstrukteurswertung verkürzte Ferrari den Rückstand auf Williams deutlich, während McLaren praktisch außer Konkurrenz war. Außerdem gelang Michael Schumacher auch die schnellste Runde mit einer Zeit von 1:21,832 Min.
Dies war bis zum Großen Preis von Italien 2023 das kürzeste vollständig abgeschlossene Formel-1-Weltmeisterschaftsrennen und wurde mit der schnellsten Durchschnittsgeschwindigkeit aller Zeiten von 247,585 km/h beendet.

## Meldeliste
| Team                       | Nr. | Fahrer                | Chassis         | Motor                 | Reifen |
| -------------------------- | --- | --------------------- | --------------- | --------------------- | ------ |
| Scuderia Ferrari Marlboro  | 01  | Michael Schumacher    | Ferrari F2002   | Ferrari 3.0 V10       | B      |
| Scuderia Ferrari Marlboro  | 02  | Rubens Barrichello    | Ferrari F2002   | Ferrari 3.0 V10       | B      |
| BMW.WilliamsF1 Team        | 03  | Juan Pablo Montoya    | Williams FW25   | BMW 3.0 V10           | M      |
| BMW.WilliamsF1 Team        | 04  | Marc Gené             | Williams FW25   | BMW 3.0 V10           | M      |
| BMW.WilliamsF1 Team        | 04  | Ralf Schumacher       | Williams FW25   | BMW 3.0 V10           | M      |
| West McLaren Mercedes      | 05  | David Coulthard       | McLaren MP4-17D | Mercedes-Benz 3.0 V10 | M      |
| West McLaren Mercedes      | 06  | Kimi Räikkönen        | McLaren MP4-17D | Mercedes-Benz 3.0 V10 | M      |
| Mild Seven Renault F1 Team | 07  | Jarno Trulli          | Renault R23     | Renault 3.0 V10       | M      |
| Mild Seven Renault F1 Team | 08  | Fernando Alonso       | Renault R23     | Renault 3.0 V10       | M      |
| Sauber Petronas            | 09  | Nick Heidfeld         | Sauber C22      | Petronas 3.0 V10      | B      |
| Sauber Petronas            | 10  | Heinz-Harald Frentzen | Sauber C22      | Petronas 3.0 V10      | B      |
| Jordan-Ford                | 11  | Giancarlo Fisichella  | Jordan EJ13     | Ford RS 3.0 V10       | B      |
| Jordan-Ford                | 12  | Zsolt Baumgartner     | Jordan EJ13     | Ford RS 3.0 V10       | B      |
| Jaguar Racing              | 14  | Mark Webber           | Jaguar R4       | Cosworth 3.0 V10      | M      |
| Jaguar Racing              | 15  | Justin Wilson         | Jaguar R4       | Cosworth 3.0 V10      | M      |
| Lucky Strike BAR Honda     | 16  | Jacques Villeneuve    | BAR 005         | Honda 3.0 V10         | B      |
| Lucky Strike BAR Honda     | 17  | Jenson Button         | BAR 005         | Honda 3.0 V10         | B      |
| Minardi F1 Team            | 18  | Nicolas Kiesa         | Minardi PS03    | Cosworth 3.0 V10      | B      |
| Minardi F1 Team            | 19  | Jos Verstappen        | Minardi PS03    | Cosworth 3.0 V10      | B      |
| Panasonic Toyota Racing    | 20  | Olivier Panis         | Toyota TF103    | Toyota 3.0 V10        | M      |
| Panasonic Toyota Racing    | 21  | Cristiano da Matta    | Toyota TF103    | Toyota 3.0 V10        | M      |

## Klassifikationen

### Qualifying
| Pos. | Fahrer                | Konstrukteur     | Q1         | Q2       | Start |
| ---- | --------------------- | ---------------- | ---------- | -------- | ----- |
| 01   | Michael Schumacher    | Ferrari          | 1:21,268   | 1:20,963 | 01    |
| 02   | Juan Pablo Montoya    | Williams-BMW     | 1:20,656   | 1:21,014 | 02    |
| 03   | Rubens Barrichello    | Ferrari          | 1:20,784   | 1:21,242 | 03    |
| 04   | Kimi Räikkönen        | McLaren-Mercedes | 1:21,966   | 1:21,466 | 04    |
| 05   | Marc Gené             | Williams-BMW     | keine Zeit | 1:21,834 | 05    |
| 06   | Jarno Trulli          | Renault          | 1:22,034   | 1:21,944 | 06    |
| 07   | Jenson Button         | BAR-Honda        | 1:22,495   | 1:22,301 | 07    |
| 08   | David Coulthard       | McLaren-Mercedes | 1:23,154   | 1:22,471 | 08    |
| 09   | Olivier Panis         | Toyota           | 1:22,372   | 1:22,488 | 09    |
| 10   | Jacques Villeneuve    | BAR-Honda        | 1:22,858   | 1:22,717 | 10    |
| 11   | Mark Webber           | Jaguar-Cosworth  | 1:21,966   | 1:22,754 | 11    |
| 12   | Cristiano da Matta    | Toyota           | 1:21,829   | 1:22,914 | 12    |
| 13   | Giancarlo Fisichella  | Jordan-Ford      | 1:24,179   | 1:22,992 | 13    |
| 14   | Heinz-Harald Frentzen | Sauber-Petronas  | 1:22,203   | 1:23,216 | 14    |
| 15   | Justin Wilson         | Jaguar-Cosworth  | 1:23,609   | 1:23,484 | 15    |
| 16   | Nick Heidfeld         | Sauber-Petronas  | 1:22,547   | 1:23,803 | 16    |
| 17   | Jos Verstappen        | Minardi-Cosworth | keine Zeit | 1:25,078 | 17    |
| 18   | Zsolt Baumgartner     | Jordan-Ford      | 1:24,872   | 1:25,881 | 18    |
| 19   | Nicolas Kiesa         | Minardi-Cosworth | 1:26,299   | 1:26,778 | 19    |
| 20   | Fernando Alonso       | Renault          | 1:22,103   | 1:40,405 | 20    |

### Rennen
| Pos. | Fahrer                | Konstrukteur     | Runden | Stopps | Zeit        | Start | Schnellste Runde |
| ---- | --------------------- | ---------------- | ------ | ------ | ----------- | ----- | ---------------- |
| 01   | Michael Schumacher    | Ferrari          | 53     | 2      | 1:14:19,838 | 01    | 1:21,832 (14.)   |
| 02   | Juan Pablo Montoya    | Williams-BMW     | 53     | 2      | + 5,294     | 02    | 1:22,126 (31.)   |
| 03   | Rubens Barrichello    | Ferrari          | 53     | 2      | + 11,835    | 03    | 1:22,171 (13.)   |
| 04   | Kimi Räikkönen        | McLaren-Mercedes | 53     | 2      | + 12,834    | 04    | 1:22,032 (32.)   |
| 05   | Marc Gené             | Williams-BMW     | 53     | 2      | + 27,891    | 05    | 1:22,413 (12.)   |
| 06   | Jacques Villeneuve    | BAR-Honda        | 52     | 0      | + 1 Runde   | 10    | 1:23,039 (13.)   |
| 07   | Mark Webber           | Jaguar-Cosworth  | 52     | 2      | + 1 Runde   | 11    | 1:23,778 (10.)   |
| 08   | Fernando Alonso       | Renault          | 52     | 2      | + 1 Runde   | 20    | 1:23,195 (47.)   |
| 09   | Nick Heidfeld         | Sauber-Petronas  | 52     | 2      | + 1 Runde   | 16    | 1:24,225 (09.)   |
| 10   | Giancarlo Fisichella  | Jordan-Ford      | 52     | 1      | + 1 Runde   | 13    | 1:25,133 (52.)   |
| 11   | Zsolt Baumgartner     | Jordan-Ford      | 51     | 2      | + 2 Runden  | 18    | 1:25,549 (38.)   |
| 12   | Nicolas Kiesa         | Minardi-Cosworth | 51     | 2      | + 2 Runden  | 19    | 1:26,127 (49.)   |
| 13   | Heinz-Harald Frentzen | Sauber-Petronas  | 50     | 2      | DNF         | 14    | 1:23,518 (14.)   |
| –    | David Coulthard       | McLaren-Mercedes | 45     | 2      | DNF         | 08    | 1:22,427 (10.)   |
| –    | Olivier Panis         | Toyota           | 35     | 2      | DNF         | 09    | 1:23,303 (10.)   |
| –    | Jos Verstappen        | Minardi-Cosworth | 27     | 3      | DNF         | 17    | 1:25,816 (22.)   |
| –    | Jenson Button         | BAR-Honda        | 24     | 1      | DNF         | 07    | 1:23,225 (13.)   |
| –    | Cristiano da Matta    | Toyota           | 3      | 0      | DNF         | 12    | 1:26,148 (03.)   |
| –    | Justin Wilson         | Jaguar-Cosworth  | 2      | 0      | DNF         | 15    | 1:29,265 (02.)   |
| –    | Jarno Trulli          | Renault          | 0      | 0      | DNF         | 06    | –                |

## WM-Stände nach dem Rennen
Die ersten acht des Rennens bekamen 10, 8, 6, 5, 4, 3, 2 bzw. 1 Punkt(e).

### Fahrerwertung
| Pos. | Fahrer               | Konstrukteur     | Punkte |
| ---- | -------------------- | ---------------- | ------ |
| 01   | Michael Schumacher   | Ferrari          | 82     |
| 02   | Juan Pablo Montoya   | Williams-BMW     | 79     |
| 03   | Kimi Räikkönen       | McLaren-Mercedes | 75     |
| 04   | Ralf Schumacher      | Williams-BMW     | 58     |
| 05   | Rubens Barrichello   | Ferrari          | 55     |
| 06   | Fernando Alonso      | Renault          | 55     |
| 07   | David Coulthard      | McLaren-Mercedes | 45     |
| 08   | Jarno Trulli         | Renault          | 24     |
| 09   | Mark Webber          | Jaguar-Cosworth  | 17     |
| 10   | Jenson Button        | BAR-Honda        | 12     |
| 11   | Giancarlo Fisichella | Jordan-Ford      | 10     |
| 12   | Cristiano da Matta   | Toyota           | 8      |

| Pos. | Fahrer                | Konstrukteur                       | Punkte |
| ---- | --------------------- | ---------------------------------- | ------ |
| 13   | Heinz-Harald Frentzen | Sauber-Petronas                    | 7      |
| 14   | Olivier Panis         | Toyota                             | 6      |
| 15   | Jacques Villeneuve    | BAR-Honda                          | 6      |
| 16   | Marc Gené             | Williams-BMW                       | 4      |
| 17   | Nick Heidfeld         | Sauber-Petronas                    | 2      |
| 18   | Ralph Firman          | Jordan-Ford                        | 1      |
| 19   | Antonio Pizzonia      | Jaguar-Cosworth                    | 0      |
| 20   | Jos Verstappen        | Minardi-Cosworth                   | 0      |
| 21   | Justin Wilson         | Jaguar-Cosworth / Minardi-Cosworth | 0      |
| 22   | Zsolt Baumgartner     | Jordan-Ford                        | 0      |
| 23   | Nicolas Kiesa         | Minardi-Cosworth                   | 0      |

### Konstrukteurswertung
| Pos. | Konstrukteur     | Punkte |
| ---- | ---------------- | ------ |
| 01   | Williams-BMW     | 141    |
| 02   | Ferrari          | 137    |
| 03   | McLaren-Mercedes | 120    |
| 04   | Renault          | 79     |
| 05   | BAR-Honda        | 18     |

| Pos. | Konstrukteur     | Punkte |
| ---- | ---------------- | ------ |
| 06   | Jaguar-Cosworth  | 17     |
| 07   | Toyota           | 14     |
| 08   | Jordan-Ford      | 11     |
| 09   | Sauber-Petronas  | 9      |
| 10   | Minardi-Cosworth | 0      |